# Nikos Lyberopoulos
Nikolaos ("Nikos") Lyberopoulos (Grieks: Νικόλαος "Νικός" Λυμπερόπουλος) (Filiatra, 4 augustus 1975) is een voormalig Grieks voetballer die zijn loopbaan in 2012 afsloot bij AEK Athene en speelde als aanvaller.

## Clubcarrière
Voor hij bij Eintracht Frankfurt terechtkwam, speelde hij achtereenvolgens voor Erani Filiatron, PAE Kalamata, Panathinaikos en Eintracht Frankfurt. Hij kreeg in zijn loopbaan aanbiedingen van onder andere Juventus, Hellas Verona, Olympique Marseille, RC Lens en 1. FC Nürnberg, maar koos telkens weer om voor een Griekse club te spelen. Voor het seizoen 2006-2007 was hij de topdoeltreffer in de Griekse Superleague.

## Interlandcarrière
Lyberopoulos kwam in totaal 75 keer (dertien doelpunten) uit voor de nationale ploeg van Griekenland in de periode 1996–2012. Hij maakte zijn debuut op 24 januari 1996 in de vriendschappelijke thuiswedstrijd tegen Israël (2-1). Hij viel in dat duel na 23 minuten in voor Nikos Kostenoglou. Lyberopoulos nam met Griekenland deel aan het EK voetbal 2012 in Polen en Oekraïne, waar de ploeg van bondscoach Fernando Santos in de kwartfinales werd uitgeschakeld door Duitsland (4-2). Lyberopoulos viel in dat duel, gespeeld in Gdańsk, na 72 minuten in voor Grigoris Makos.